# Associazione Calcio Carpi 1990-1991
Questa pagina raccoglie le informazioni riguardanti l'Associazione Calcio Carpi nelle competizioni ufficiali della stagione 1990-1991.

## Stagione
Nella stagione 1990-1991 il Carpi ha disputato il girone A del campionato di Serie C1, ottenendo il tredicesimo posto in classifica con 31 punti. Il torneo è stato vinto dal Piacenza con 45 punti che è ha così ottenuto la promozione in Serie B, la seconda promossa tra i cadetti è stata il Venezia, che è giunto secondo in classifica a pari merito con il Como a 44 punti, e lo ha battuto in uno spareggio disputato a Cesena e vinto dai veneziani sui lariani (2-1). Terza stagione di Ugo Tomeazzi sulla panca della città dei Pii, si è trattato dell'anno più tribolato, una salvezza ottenuta nello sprint finale, grazie alla vittoria ottenuta al Picco di La Spezia, con 500 tifosi biancorossi al seguito, proprio sul filo di lana del torneo. Nella Coppa Italia i carpigiani disputano il girone C, onorato con 2 vittorie, due pareggi e due sconfitte, nel girone vinto dal Lecco.

## Rosa
| N. |                   | Ruolo | Calciatore           |
| -- | ----------------- | ----- | -------------------- |
|    | Italia (bandiera) | C     | Armando Aguzzoli     |
|    | Italia (bandiera) | A     | Andrea Bagnoli       |
|    | Italia (bandiera) | A     | Nunzio Barbarossa    |
|    | Italia (bandiera) | A     | Michele Bertoldo     |
|    | Italia (bandiera) | C     | Simone Boron         |
|    | Italia (bandiera) | P     | Oriano Boschin       |
|    | Italia (bandiera) | C     | Alessandro Di Matteo |
|    | Italia (bandiera) | A     | Bob Fantazzi         |
|    | Italia (bandiera) | A     | Cosimo Francioso     |
|    | Italia (bandiera) | D     | Paolo Grossi         |

| N. |                   | Ruolo | Calciatore         |
| -- | ----------------- | ----- | ------------------ |
|    | Italia (bandiera) | D     | Andrea Malaguti    |
|    | Italia (bandiera) | C     | Roberto Marri      |
|    | Italia (bandiera) | C     | Claudio Nannini    |
|    | Italia (bandiera) | D     | Leonardo Paciscopi |
|    | Italia (bandiera) | D     | Raffaello Papone   |
|    | Italia (bandiera) | C     | Umberto Pini       |
|    | Italia (bandiera) | C     | Maurizio Raise     |
|    | Italia (bandiera) | C     | Alessandro Zanatta |
|    | Italia (bandiera) | D     | Paolo Ziliani      |
|    | Italia (bandiera) | C     | Stefano Zironi     |

## Risultati

### Campionato

#### Girone di andata
| Carpi 16 settembre 1990 1ª giornata | Carpi           | 0 – 0 | Vicenza | Stadio Sandro Cabassi\| Arbitro: \| Braschi (Prato) \| |
| Arbitro:                            | Braschi (Prato) |       |         |                                                        |

| Arbitro: | Giove (Bari) |

|             |           |  |
| M. Gori 48’ | Marcatori |  |

| Arbitro: | Mangerini (Brescia) |

|                     |           |          |
| Aguzzoli 35’ (rig.) | Marcatori | 60’ Olmi |

| Arbitro: | Griffo (Palermo) |

|               |           |          |
| Antonioli 70’ | Marcatori | 42’ Pini |

| Arbitro: | Scarcelli (Cosenza) |

|                    |           |                      |
| Francioso 19’, 36’ | Marcatori | 78’ (rig.) Ceccaroni |

| Arbitro: | Forte (Marsala) |

|              |           |  |
| P. Poggi 66’ | Marcatori |  |

| Arbitro: | Scardia (Lecce) |

|                          |           |                                |
| Francioso 7’ Bagnoli 49’ | Marcatori | 29’ (rig.) L. Rossi 73’ Hubner |

| Arbitro: | Pacifici (Roma) |

|                              |           |  |
| Vincenzi 21’, 60’ Pedone 53’ | Marcatori |  |

| Arbitro: | Lelli (Grosseto) |

|                |           |  |
| Barbarossa 83’ | Marcatori |  |

| Arbitro: | Rossi (Rovigo) |

|                                |           |               |
| Ziliani 12’ (aut.) Massara 55’ | Marcatori | 14’ Francioso |

| Arbitro: | Della Pietra (Tolmezzo) |

|               |           |            |
| Francioso 44’ | Marcatori | 18’ Romano |

| Arbitro: | Dinelli (Lucca) |

|                       |           |  |
| Aguzzoli 47’ Pini 85’ | Marcatori |  |

| Arbitro: | Paterna (Teramo) |

|             |           |  |
| Faccini 64’ | Marcatori |  |

| Arbitro: | Santoruvo (Bari) |

|               |           |  |
| Francioso 56’ | Marcatori |  |

| Arbitro: | Pisacreta (Salerno) |

|                 |           |  |
| Pini 65’ (aut.) | Marcatori |  |

| Arbitro: | Repace (Perugia) |

|             |           |              |
| Porfido 79’ | Marcatori | 65’ Aguzzoli |

| Carpi 20 gennaio 1991 17ª giornata | Carpi          | 0 – 0 | Spezia | Stadio Sandro Cabassi\| Arbitro: \| Ferro (Verona) \| |
| Arbitro:                           | Ferro (Verona) |       |        |                                                       |

#### Girone di ritorno
| Arbitro: | Branzoni (Pavia) |

|                         |           |             |
| Folli 40’ Artistico 93’ | Marcatori | 7’ Aguzzoli |

| Carpi 10 febbraio 1991 19ª giornata | Carpi                                  | 0 – 0 | Empoli | Stadio Sandro Cabassi\| Arbitro: \| Pellegrino (Barcellona Pozzo di Gotto) \| |
| Arbitro:                            | Pellegrino (Barcellona Pozzo di Gotto) |       |        |                                                                               |

| Arbitro: | Daneluzzi (Latisana) |

|                           |           |  |
| Fusci 15’, 82’ Grotto 66’ | Marcatori |  |

| Carpi 24 febbraio 1991 21ª giornata | Carpi             | 0 – 0 | Varese | Stadio Sandro Cabassi\| Arbitro: \| Bertocci (Genova) \| |
| Arbitro:                            | Bertocci (Genova) |       |        |                                                          |

| Arbitro: | Gronda (Genova) |

|                     |           |             |
| Aguzzoli 48’ (aut.) | Marcatori | 87’ Bagnoli |

| Arbitro: | Baglieri (Tivoli) |

|            |           |               |
| Bagnoli 1’ | Marcatori | 74’ Civeriati |

| Arbitro: | Capovilla (Verona) |

|              |           |             |
| L. Rossi 80’ | Marcatori | 74’ Bagnoli |

| Carpi 30 marzo 1991 25ª giornata | Carpi    | 0 – 0 | Como | Stadio Sandro Cabassi\| Arbitro: \| Ercolino \| |
| Arbitro:                         | Ercolino |       |      |                                                 |

| Verona 7 aprile 1991 26ª giornata | Chievo           | 0 – 0 | Carpi | Stadio Marcantonio Bentegodi\| Arbitro: \| Arena (Ercolano) \| |
| Arbitro:                          | Arena (Ercolano) |       |       |                                                                |

| Carpi 14 aprile 1991 27ª giornata | Carpi            | 0 – 0 | Pavia | Stadio Sandro Cabassi\| Arbitro: \| Morello (Ragusa) \| |
| Arbitro:                          | Morello (Ragusa) |       |       |                                                         |

| Arbitro: | Dinelli (Lucca) |

|            |           |                     |
| Troscè 70’ | Marcatori | 45’ (rig.) Aguzzoli |

| Piacenza 5 maggio 1991 29ª giornata | Piacenza        | 0 – 0 | Carpi | Stadio Galleana\| Arbitro: \| Russo (Pescara) \| |
| Arbitro:                            | Russo (Pescara) |       |       |                                                  |

| Arbitro: | Franceschini (Bari) |

|  |           |              |
|  | Marcatori | 58’ Cotroneo |

| Carrara 19 maggio 1991 31ª giornata | Carrarese            | 0 – 0 | Carpi | Stadio dei Marmi\| Arbitro: \| Nepi (Ascoli Piceno) \| |
| Arbitro:                            | Nepi (Ascoli Piceno) |       |       |                                                        |

| Carpi 26 maggio 1991 32ª giornata | Carpi               | 0 – 0 | Monza | Stadio Sandro Cabassi\| Arbitro: \| Minotti (Frosinone) \| |
| Arbitro:                          | Minotti (Frosinone) |       |       |                                                            |

| Arbitro: | Della Pietra (Tolmezzo) |

|                                   |           |  |
| Mandotti 19’ (aut.) Francioso 72’ | Marcatori |  |

| Arbitro: | Conocchiari (Macerata) |

|  |           |             |
|  | Marcatori | 33’ Bagnoli |

### Coppa Italia
| 19 agosto 1990 1ª giornata |  | – Turno di riposo Carpi |  |  |

| Palazzolo sull'Oglio 22 agosto 1990 2ª giornata | Palazzolo | 0 – 0 | Carpi | Stadio Comunale\| Arbitro: \| Scotton \| |
| Arbitro:                                        | Scotton   |       |       |                                          |

| Arbitro: | Bizzotto (Castelfranco Veneto) |

|             |           |  |
| Bagnoli 30’ | Marcatori |  |

| Arbitro: | Ferro (Verona) |

|             |           |  |
| Vinceti 85’ | Marcatori |  |

| Arbitro: | Introvigne (Conegliano) |

|                            |           |                    |
| Francioso 28’ Bertoldo 56’ | Marcatori | 79’, 85’ Giacalone |

| Arbitro: | Anselmo (Asti) |

|  |           |                    |
|  | Marcatori | 34’, 73’ Di Matteo |

| Arbitro: | Della Pietra (Tolmezzo) |

|  |           |            |
|  | Marcatori | 78’ Grandi |